# 권혜진
권혜진은 대한민국의 언론인이다. 뉴스타파의 데이터저널리즘연구소장이자 리서치디렉터이고, 건국대학교 언론홍보대학원 겸임교수이다. 언론을 통해 데이터 저널리즘의 중요성을 알리는 일에 적극적으로 임하였다. 2013년 연합뉴스는 <뉴미디어를 이끄는 사람들>이라는 연재를 통해 사이먼 로저스를 비롯한 다섯 명의 인물들의 인터뷰를 실었는데, 권혜진도 그 중 하나였다.

## 생애
이화여자대학교 문헌정보학과를 졸업하였고 중앙일보 기자를 거쳐 동아일보 기자로 활동하다가 뉴스타파 리서치디렉터가 되었다. 동아일보 기자 시절이던 2007년 제1회 '한국조사보도상'을 수상했을 만큼 컴퓨터를 활용한 탐사저널리즘의 권위자로서 인정받았다. 이화여자대학교에서 2011년 '기자들의 웹 정보 활용에 관한 연구'로 문헌정보학 박사 학위를 받았다.
권혜진은 데이터저널리즘을 활용한 '정치인 고위 공무원 사정 12년 탐사보도'를 통해 2005년 '이달의 기자상'을 수상했고 2006년에는 기획보도 '6대 도시 화재 신고-출동-진화시간 GIS 이용 첫 분석'을 통해서 상을 받았는데, 모두 컴퓨터를 통한 데이터 분석에 기반했다.
권혜진이 데이터의 중요성을 처음 인식한 것은 1992년이었고 이후 '정보 전문가로 민주화에 기여하겠다'는 생각을 갖고 데이터베이스를 검색하는 일을 시작하였다. 이 일을 통해 '정보가 곧 권력'이란 것을 느꼈고 1995년 '중앙일보 1호 정보검색 전문 기자'로 언론계에 입문했지만, 중앙일보에 입사하자마자 '조사 기자'란 직제가 사라졌고 그는 '평사원'이 됐다. 그 한계를 느낄 즈음 동아일보에서 영입 제의를 했고 1999년 동아일보로 자리를 옮긴 뒤 컴퓨터 활용 취재기법(CAR)을 이용한 보도로 제1회 한국조사보도상, 이달의 기자상 등을 수상했다. 동아일보에서 데이터를 다루는 일을 하였지만 그의 소속은 언제나 인터넷뉴스팀, 디지털뉴스팀이었기 때문에 데이터저널리즘이 본격화되기에는 아직 한국 언론계의 현실이 성숙하지 못하다고 느꼈다. 디지털 저널리즘이 '충격 고로케'에서 다루어지는 소위 '낚시 기사'로 연명하는 현실을 목도하면서 언론인으로서 부끄러움을 느꼈고 저널리즘과 미디어 비즈니스와의 충돌을 현장에서 많이 느껴서 2010년 2월에 동아일보를 퇴사하였다. 이후 여러 언론사에서 영입을 제안했지만, 저널리즘과 미디어 비즈니스의 충돌은 구조적인 것이며 저널리즘이 제대로 지켜지려면 영리를 목적으로 하지 않는 기관이어야 한다는 판단 때문에 비영리 언론 뉴스타파를 선택하였고 2013년 3월 <시즌3>에 합류하였다.
공직선거법과 국정원법위반 혐의로 기소된 원세훈이 2015년 2월 9일 항소심에서 징역 3년과 자격정지 3년을 선고받는 데 뉴스타파의 데이터저널리즘연구소장 권혜진이 기여한 바가 컸다. 2016년 9월 지진 관련 데이터를 만들었다.

## 학력
- 이화여자대학교 문헌정보학과 학사
- 이화여자대학교 대학원 정보학 박사

## 경력
- 동아일보 기자
- 한국데이터사이언스학회 이사
- 한국탐사저널리즘센터 데이터저널리즘연구소 소장
- 한국탐사저널리즘센터 리서치팀 디렉터

## 상훈
- 2007년 제1회 한국조사보도상